# Milasovszky Béla
Milasovszky Béla (Szomolnok, 1900. április 21. – Budapest, 1973. július 30.) bányamérnök, egyetemi tanár, a műszaki tudományok kandidátusa (1952), a műszaki tudományok doktora (1960).

## Életpályája
Felsőfokú tanulmányait Sopronban a Bányászati és Erdészeti Főiskolán végezte 1921–1926 között. 1926–1933 között a főiskola bányagéptani és mechanikai tanszékén tanársegéd volt. 1933–1950 között az Állami Földmérés szervezetében dolgozott. 1943-ban egyetemi doktori diplomát szerzett Sopronban. 1950–1959 között a miskolci Nehézipari Műszaki Egyetem geodéziai tanszék, 1959–1968 között a geodézia és bányaméréstan tanszék tanszékvezető tanára volt.
Foglalkozott geodéziával, kiegyenlítő számítással, fotogrammetriával és földrajzi helymeghatározással. Szakmai eredményeiről közel hetven tudományos dolgozata jelent meg. Tagja volt a Magyar Tudományos Akadémia Geodéziai Tudományos Bizottságának. Oktatói és szakmai munkásságáért számos kitüntetést kapott.

## Családja
Szülei: Milasovszky Ferenc és Fleischer Paula voltak. 1936. november 25-én, Pápán házasságot kötött Böröczky Mária Ilonával.
Sírja a Farkasréti temetőben található (6/1-1-58).

## Művei
- 1949. évi sarkmagasság-méréseink kiértékelése (Földméréstani Közlemények, 2, p. 97–110, 1954)
- Laplace-pontok időmeghatározásainak legkedvezőbb megoldása a meridián-módszerre való különös tekintettel (doktori értekezés, 1959)

## Díjai
- Szocialista Munkáért Érdemérem (1962)
- Lázár Deák Emlékérem (1962)
- Oktatásügyi Kiváló Dolgozója (1969)[8]
- a Munka Érdemrend arany fokozata (1970)[8]